# 일신여객
일신여객자동차(日信旅客自動車)는 부산광역시의 시내버스 회사로, 본사는 부산광역시 해운대구 재반로 258-1 (반여동)에 있다.

## 개요
부산광역시의 시내버스 업체 중 가장 오래된 업체로 주로 반여3동 쪽에서 출발하는 노선을 운영 중이다.

## 역사 및 현황
- 1946년 11월 8일: 회사 설립

## 차고지
- 부산광역시 해운대구 재반로 258-1 (반여동) (본사 ; 44번, 52번, 144번 시종착 및 관리 / 115-1번 야간주박 및 관리)
- 부산광역시 기장군 철마면 반송로 979 (대진여객차고지 ; 115-1번 시종착)

## 운행 노선
- ● 44번: 반여3동 ↔ 재송삼익아파트 ↔ 미남역 ↔ 사직운동장 ↔ 법원검찰청 ↔ 거제리 ↔ 부산시민공원 ↔ 어린이대공원 ↔ 부암초등학교 ↔ 당감4동
- ● 52번: 반여3동 ↔ 재송삼익아파트 ↔ 안락동교차로 ↔ 동래경찰서 ↔ 법원검찰청(거제역) ↔ 서면 ↔ 부산진시장 ↔ 부산진역 ↔ 부산고등학교 ↔ 부산컴퓨터과학고등학교 ↔ 부산서중학교 ↔ 수정4동
- ● 115-1번: 반송동 ↔ 석대동 ↔ 43번종점 ↔ 반여3동 ↔ 동부지청 ↔ 벡스코 ↔ 해운대역 ↔ 해운대신시가지 ↔ 장산역 ↔ 해운대구청 (이 노선은 대진여객과 공동배차한다)
- ● 144번: 반여3동 ↔ 해운대경찰서 ↔ 동래고등학교 ↔ 동래역 ↔ 온천장역 ↔ 부산대학교 ↔ 장전역

## 보유 차종

#### KGM커머셜
- 에디슨모터스 화이버드

#### 현대자동차
- 현대 뉴 슈퍼 에어로시티

#### 우진산전
- 우진산전 아폴로 1100